# Rosa Arnsberg
Rosa Arnsberg, genannt Rosl Arnsberg, geborene Rosa Abrahamowicz (* 2. Juni 1908 in Charlottenburg; † 1. Juni 2010 in Frankfurt am Main), war eine deutsche Förderin des Verständnisses zwischen jüdischen und nichtjüdischen Deutschen. Für ihr jahrzehntelanges Engagement wurde sie vom Land Hessen und der Bundesrepublik Deutschland ausgezeichnet.

## Leben

### Jugend und Ausbildung
Rosl Abrahamowicz wurde im Deutschen Kaiserreich geboren, als siebtes von acht Kindern in der damals noch selbständigen Stadt Charlottenburg, westlich von Berlin. Sie war sehr handwerklich orientiert und beschloss, das Handwerk einer Modistin zu erlernen, denn Hüte waren zu dieser Zeit groß in Mode. 1933 arbeitete sie in einem Atelier für Hüte, das von russischstämmigen Juden an der Tauentzienstraße in Berlin geführt wurde, nahe dem Kaufhaus des Westens, nicht weit vom Kurfürstendamm. Eines Abends hörte sie auf ihrem Heimweg die SA singen: „...und wenn das Judenblut vom Messer spritzt, dann geht‘s noch mal so gut.“ Dies war ein Auslöser für sie, ihren Eltern zu eröffnen, dass sie die Absicht habe, nach Palästina auszuwandern, wo schon ihre älteren Geschwister lebten.

### Emigration
Sie reiste nach Südfrankreich und buchte sich für die Mittelmeerpassage in Marseille einen Platz auf einem Passagierdampfer. Auf dem Schiff lernte sie eine ganze Reihe jüdischer Berliner kennen, darunter viele Akademiker. Im Juli 1933 betrat sie erstmals den Boden Palästinas, in Jaffa, wo sie bereits von ihrer älteren Schwester erwartet wurde. Diese lebte schon seit 1929 mit ihrer Familie in Tel Aviv, der Ehemann Leo Schöner führte eine Papierwarenfabrik mit Filiale in Ägyptens Hauptstadt Kairo. Bei der Familie ihrer Schwester konnte Rosl Abramowitsch eine Bleibe und Arbeit als Haushälterin finden. An das dort überwiegend gesprochene Englisch und Hebräisch musste sie sich erst gewöhnen, anfangs beherrschte sie beides noch nicht.
Mit der Zeit stellte sich der Alltag ein, sie erfuhr aus erster Hand, wie frühere Ärzte und Anwälte auf völlig andere Erwerbsquellen umsteigen mussten. Zu dieser Zeit begegneten sich in der noch kleinen Stadt zwangsläufig fast alle Einwanderer einmal. Anlässlich eines geschäftlichen Termins mit einem „ägyptischen Vertreter“ traf sich die ganze Familie inklusive der Kinder zu Sabbat in einem Strandcafé. Dieser Vertreter war jedoch kein Ägypter, sondern der aus Frankfurt am Main emigrierte Rechtsanwalt Paul Arnsberg, ein Zionist, der journalistisch tätig gewesen war. Sie freute sich über die Gelegenheit, mit ihm, dem neun Jahre älteren, Deutsch sprechen zu können. In Palästina vertrat Arnsberg zunächst Zeitungen. Ein rundes halbes Jahr später heirateten beide, im Dezember 1934 wurde Rosl Arnsbergs erste Tochter geboren, der zwei weitere und ein Sohn folgten. Das Ehepaar besuchte in den 1930er Jahren mit ihren beiden älteren Kindern noch mehrfach die deutsche Heimat und ihre dortigen Familien. Rosls Eltern emigrierten später ebenfalls nach Palästina, die übrigen Geschwister gelangten in andere Staaten. Ihr Ehemann war für den Jewish Chronicle, deutsch- und englischsprachige zionistische Zeitungen journalistisch tätig, schließlich Chefredakteur, vertrieb Bücher und Schreibwaren mit eigenen Läden in allen kleinen Orten und avancierte später zum größten Zeitungs- und Buchverleger Israels.
Die gesamte Familie hatte die Shoa durch die frühzeitige Auswanderung überlebt, wenn auch getrennt. 1948 wurde die Freude über die Staatsgründung Israels nur dadurch getrübt, dass das Bürogebäude von Rosls Ehemann von Schüssen aus dem arabischen Teil getroffen wurde, als Reaktion auf die Teilung Palästinas.

### Rückkehr nach Deutschland
In der Wochenzeitschrift Emeth (hebräisch: אמת, Die Wahrheit), dem offiziellen Organ der Zionistischen Bewegung, sprach sich ihr Mann schon in der Ausgabe vom 3. November 1950 dafür aus, die Beziehungen zu Deutschland wieder aufzunehmen. 1958 – nach 25 Jahren – entschloss sich ihr Ehemann zur Rückkehr nach Westdeutschland, nach Frankfurt am Main. Das Geschäft als Zeitungs- und Buchverleger in Israel wurde zunehmend schwieriger. In Westdeutschland wollte er für die Vertreibung durch die Nationalsozialisten Wiedergutmachung einfordern. Die drei erwachsenen Töchter blieben in Israel, nur der dreizehnjährige Sohn Gad kam mit, für den es anfangs schwierig war, sich ohne Freunde in der für ihn völlig fremden Umgebung und Gesellschaft zurechtzufinden. Aber auch für Rosl Arnsberg war es schwer, gefühlsmäßig zog es sie nach Israel.
Als ihr Ehemann von dessen bestem Freund gebeten wurde, die Geschichte der Frankfurter Juden seit der Französischen Revolution zu recherchieren und zu verfassen, bat er sich wegen des gewaltigen Umfangs 
Bedenkzeit aus. Bei der schließlichen Ausführung wurde er von seiner Ehefrau unterstützt, welche die erste Korrektur las. 1978 starb Paul Arnsberg an einem Herzinfarkt, noch vor Vollendung seines Werks. Das Paar hatte beabsichtigt, gemeinsam wieder nach Israel zurückzukehren, nachdem das Werk abgeschlossen war.
Rosl Arnsberg ließ den Sarg ihres Mannes nach Israel überführen, in die dortige Familiengrabstätte. Während der Schiv’a oder des Schiwwesitzens (von dem hebräischen Wort für sieben abgeleitet), der siebentägigen Trauerzeit, wurde sie von ihren Kindern nach ihrer weiteren Lebensplanung gefragt, sie gingen fest davon aus, dass die Mutter nun nach Israel zurückkehren würde. Rosl Arnsberg jedoch sah sich in der Pflicht, das Lebenswerk ihres Mannes zu vollenden. Sie ging wieder nach Frankfurt am Main und führte das schließlich dreibändige Lebenswerk ihres Mannes, unterstützt durch den damaligen Kulturdezernenten Hilmar Hoffmann, den Stadtkämmerer Ernst Gerhardt und den Bankier Walter Hesselbach, gemeinsam mit dem Historiker Hans-Otto Schembs zu einem Abschluss, es erschien 1984.
Während seiner Arbeit war Paul Arnsberg auf unzählige jüdische Stiftungen gestoßen, von denen in Frankfurt am Main im Laufe der Jahrhunderte so viele gegründet wurden, dass die Stifter nicht mehr wussten, welche Namen sie ihren Stiftungen geben sollten. Vier davon belebte er wieder – und Rosl Arnsberg führte sie alle nach seinem Tod als Vorsitzende weiter.
Für Rosl Arnsberg war dies eine komplette Veränderung ihrer Rolle, stand sie doch stets an der Seite ihres Mannes und nie im Mittelpunkt öffentlichen Interesses. Nun musste sie selbst das Wort ergreifen. 
In einem Interview für den Hörfunk des Hessischen Rundfunks äußerte sie Genugtuung, dass sie sich mit ihrer Arbeit durchgesetzt habe und anerkannt sei, das Leben so weitergeführt habe, als ob ihr Mann noch neben ihr wäre. Dies fülle sie aus.
Gleichwohl bezeichnete sie die fünfundzwanzig Jahre in Palästina bzw. Israel als die schönsten ihres Lebens. Sie habe dort einen Mann aus Frankfurt am Main gefunden, mit dem sie glücklich war und vier Kinder bekommen habe. Sie habe in jungen Jahren das Entstehen bzw. die Entwicklung einer neuen Existenz erlebt, eine unvergessliche Zeit.

„Das Wort Heimat hat sich verwischt. Wir Juden sind so weit verstreut über die Welt und ich, ich bin zuhause, wo mein Mann einmal war.“

Anlässlich ihres 100. Geburtstag gab es einen Empfang im Grandhotel Hessischer Hof in Frankfurt, bei dem neben mehreren Generationen der Familie Arnsberg auch Frankfurts Oberbürgermeisterin Dr. Petra Roth, Frankfurts Kulturdezernent Prof. Dr. Hilmar Hoffmann und der Vorsitzende der Jüdischen Gemeinde Frankfurts bzw. stellvertretende Vorsitzende des Zentralrats der Juden in Deutschland, Dr. Salomon Korn, gratulierten.
Rosl Arnsberg starb einen Tag vor ihrem 102. Geburtstag im Henry und Emma Budge-Heim in Frankfurt am Main. Sie wurde in Tel Aviv auf dem alten Friedhof Nachlat Itzhak an der Seite ihres Mannes beerdigt.

„Sie hat das Wagnis des Zusammenlebens von jüdischen und nichtjüdischen Deutschen der Shoah-Generation … getragen und gefördert.“

## Funktionen
Rosl Arnsberg war Vorsitzende der Henry und Emma Budge-Stiftung, der Ludwig und Emma Doctorischen Stiftung, der Eduard und Adelheid Kann-Stiftung, der Moses Jachiel Kirchheimschen Stiftung sowie der Georgine Sara von Rothschildschen Stiftung. Sie war Gründungsmitglied der Frankfurter Gesellschaft der Freunde und Förderer der Krebsbekämpfung in Israel.

## Ehrungen
- Ehrenbrief des Landes Hessen
- Verdienstorden der Bundesrepublik Deutschland (7. März 1990)
- Am 2. Juni 2008, aus Anlass des 100. Geburtstages von Rosl Arnsberg, hat die Stiftung Polytechnische Gesellschaft den Rosl und Paul Arnsberg-Preis gestiftet, mit dem herausragende Leistungen der historischen Forschung zur Geschichte der Frankfurter Juden ausgezeichnet werden.[9][10]
- Seit Mai 2011 besteht das Paul-Arnsberg-Denkmal, auf dem sie lobend erwähnt wird.
- Im Frankfurter Henry-und-Emma-Budge-Heim wurde der Paul-Arnsberg-Saal in Rosl-und-Paul-Arnsberg-Saal umbenannt.